# Neardeia
Neardeia, Nehardea ou Nehardeah (em aramaico: נהרדעא; romaniz.: nher-daʻă; "rio de conhecimento") foi uma cidade da Babilónia situada na junção (ou perto dela) do rio Eufrates com o Nahr Malka (também conhecido como Nar Xarri (Nâr Sharri), Armalcha (ar-Malcha), Narel Maleque (Nahr el-Malik) e Canal do Rei). No local ou nas suas imediações situa-se atualmente a cidade de Faluja.
Neardeia foi um dos centros mais antigos do  judaísmo babilónico. Como sede do exilarca, a sua origem remonta ao rei Jeconias (r. início do século VI a.C.). Segundo Sherira Gaon, Jeconias e os seus coexilarcas construíram uma sinagoga em Neardeia, em cujas obras usaram pedras e terra trazidas de Jerusalém, de acordo com ps Salmos 102:15. Esta sinagoga era chamada Shaf we-Yatib e existem várias menções a ela datadas dos séculos III e IV (Roch Hachaná 24b; Avoda sara 43b; Nidá 13a). Abaye (Meguilá 29a) afirma que essa sinagoga era a sede do Shekiná na Babilónia. Dizia-se que os Cohenim de Neardeia eram descendentes dos escravos de Pashur ben Immer, contemporâneo do rei Jeconias (Kiddushin 70b).

## Menção por Josefo
A cidade de Neardeia é densamente povoada e entre outras vantagens possui um extenso e fértil território. Além disso, é inexpugnável, pois está rodeada pelo Eufrates e é muito fortificada.

— Josefo, Ant. xviii. 9, § 1
Há outras alusões a Neardeia no Talmude, lançando dúvidas sobre a pureza de sangue dos judeus da cidade. O facto do Sumo Sacerdote Hircano II (século I a.C.) ter vivido algum tempo na cidade como cativo dos partos (Josefo, Ant. xv. 1, § 2) pode explicar o facto de que pelo menos até ao século III alguns dos seus habitantes diziam-se descendentes dos asmoneus. A importância da cidade durante o último século da existência do Segundo Templo é atestado pelo seguinte relato de Josefo:
Há referências à extensão do território de Neardeia no Talmude (Ketubot 54a). Além do Eufrates, o Canal do Rei (Nehar Malka) formava uma das defesas naturais da cidade (Kid. 70b; Shabbat 108b). A barca para cruzar o rio (ou talvez o canal) é provavelmente também mencionado (Kid. 70b; Hullin 50b). «Neardeia e Nísibis» — diz Josefo mais à frente — «eram os tesouros dos judeus orientais, pois as taxas do templo eram lá guardadas até ao dia marcado para serem enviadas para Jerusalém». Neardeia foi a cidade onde nasceram os dois irmãos Anilai e Asinai||Anilaios e Asianios}}, que no primeiro terço do século I d.C. fundaram um estado de ladrões no Eufrates e causaram muitos dissabores aos judeus babilónicos. Depois da destruição de Jerusalém, a primeira menção a Neardeia está relacionada com a estadia do rabino Aquiba na cidade (Yevamot, parte final). Do período tanaíta pós-Adriano há uma história referente à dívida que Ahai ben Josiah tinha que cobrar em Neardeia (Giṭtin 14b; Bacher, Ag. Tan. ii. 385).